# 課長バカ一代
『課長バカ一代』（かちょうバカいちだい）は、野中英次によるギャグ漫画である。漫画雑誌「ミスターマガジン」（講談社刊）に1996年から2000年まで連載された。略してカチョバカ。

## 概要
家電メーカー「松芝電機」の社員で、「課長補佐代理心得（後に「心得」が取れて課長補佐代理に"昇進"）」というよく分からない肩書きを持つ主人公「八神和彦」とその部下たちが、大して内容の無いバカな話を真面目に語り合うなどする。これは後に週刊少年マガジンで連載されて人気となる『魁!!クロマティ高校』に通ずる作風である。劇画チックな絵とは裏腹に、その内容性から1～3巻の表紙には「劇画ファンの手の届かない場所に保管してください」という注意書きがある。
ミスターマガジンの休刊に伴い全182話で終了し、後に週刊少年マガジンに183・184話が掲載され、その後発売された傑作選「子供用」やKCDX版に追加収録されている。また、KCDX版発売に伴って少年マガジンに掲載された185話は「魁!!クロマティ高校」のガイドブック「魁!!クロマティ高校入学案内」に収録されている。なお、ワイドKCモーニング版に収録された「5分で描いたマンガ」などの書き下ろしページはページの都合で一部しか掲載されていない。
また、2007年には小説版とコンビニなどで販売されるKPC（講談社プラチナコミックス）としてDXの愛蔵版が発売された。

## 登場人物

### 松芝電機
世界でも上位の一流家電メーカー。現在の社長が大学卒業後数人の友人とともに設立し、爆発的ヒットはないものの地味に努力し一代で大規模な会社へと成長した。
八神 和彦（やがみ かずひこ）
主人公。正式な肩書きは「家電メーカー・松芝電機 商品開発部企画課 課長補佐代理心得」。この漫画は彼こと「課長バカ」の一代記である。
パーフェクトなバカであり、そのバカさ加減と思いつきの奇行で周囲の人間やライバル企業・産業スパイまでも翻弄する。常に真っ白なスーツとオールバックというファッション。年齢は1996年の連載開始時は33歳だったがどうやら歳をとっているらしく、2003年に週刊少年マガジンに特別編が掲載された時は39歳になっていた。誕生星座は獅子座。パチンコをするとパチンコ台が壊れたり玉が出なくなったりするなどの不運が起こる。
第四十章「昇格」において、課長補佐代理心得から課長補佐代理に昇進したが、以降最終回まで昇格することはなかった。後に新たに設立された「第二企画課」に異動し、自らの提案で設立された「スパイ課」と共に、そこでも課長補佐代理を務める。
稀に役に立つ商品を開発することもあり、物語終盤は前田以外の部下に対するツッコミに回ることも多かった。
大の野球好き。部下に「ロッテのスターティングメンバーを知らずに野球通ヅラするな！」といなした上で、ガリクソンの桑田との真摯なエピソードを語ったり、球場でタニシゲを応援している。裏設定として、「実は双子の兄弟がおり、妻と別居中」という設定があるが、本編には全く関係がない。
英検4級の資格を保持しているが、英語で1月から12月までを言うことすらできず、言い逃れ用の台詞「ストマックエイク（腹が痛い）」ぐらいしか覚えていない。
子供の頃の将来の夢は「フェラーリになりたい（フェラーリ関係の仕事というわけで無く、あくまでも車自体に）」。好きな映画は「ジョーズ」。
31話まではネクタイの柄が回ごとに変わっていたが、32話以降は同じデザインのネクタイを着用。
ドラマ版では「心得」が取れることなく最終回を迎えたが、最後に会社の危機を救い、あまつさえ「課長」の座にこだわり続けたことによって、「課長バカ一代」の特別な役職を得る。
松平 芝之助（まつだいら しばのすけ）
松芝電機代表取締役社長。話の途中から出てくる場合、「←社長」と注釈が付けられることが多い。
家庭は中流で国立大学を卒業し松芝電機を一代で世界的企業にした。よほどヒマなのか、よく八神の奇行に付き合い、八神や林田の影響で単なるごきげんなオッサン扱いされるまでに落ちぶれてしまった。自伝を作ろうとした時はあまりのエピソードの無さに八神達にも呆れられた。キャラクター紹介で「八神や林田を入社させたので、一番の元凶はコイツかもしれない」と言われる始末。
小説版では、「トイレの個室に潜んで、部下たちが自分の悪口を言った時に現れ、優しく許して器の大きいところを見せたい」という願望を叶えようとしたエピソードがある。
ドラマ版では温厚かつやや剽軽な人物であるものの、八神の行動理念をしっかり読んでいる一面もある。
前田 仁（まえだ じん）
八神と同じ商品開発部企画課の係長。左利き。昇進した八神の後任として営業部から異動してきた。かつては「仕事の鬼」と呼ばれていた優秀な人材で、異動ついでに上司の八神を蹴落そうと企む野心家であったが、八神の下に就いて奇行に振り回されるうちに彼に影響されてしまい、作中ではすっかり単なるツッコミ役となってしまった。八神の異動後は後任として商品開発部企画課の「課長補佐代理代行」の役職を務めるが、いつの間にか八神と行動を共にする機会が多くなる。さらには、「係長」と呼ばれ否定しない場面もある。
額が広く両親に顔がよく似ている。当初は大阪支社から転勤し一人暮らしであったが、いつの間にか両親と同居し始めた。一応常識人だが、たまに八神の行動に疑問を持たずに付き合う時がある。
そのキャラクターは「クロ高」の前田に引き継がれている。
ドラマ版では早々に八神に心酔し、忠実な部下となるほか、鍋奉行としての一面を見せる。
林田 一郎（はやしだ いちろう）
商品開発部の社員。元々は営業部で焼肉にうるさいキャラとしての登場だったが、いつの間にか八神の部下になった。
八神と同等か時に彼を更に超えるバカさぶりを見せ、主に八神の碌でもない思いつきを更に加速させる厄介な役割につく。登場人物紹介にて「八神と組んだ時のバカさ加減はハンセン&ブロディ組に匹敵する」と紹介された。彼の登場後八神はツッコミに回る機会が増えた。物語後半では話の混乱を引き起こすのは常に彼。
趣味はゴルフとジャズ。理由は「どちらもスウィングしているから」。
松芝電気に入社した理由は「電気製品が安く買えるから」。小説版において、社長は「彼を入社させた覚えがない、いつの間にかいたのだ」としている。
そのキャラクターは「クロ高」の林田に引き継がれており、「クロ高」版の「5分で描いたマンガ」にて一度だけ会社員版と高校生版が共演したことがある。モデルは講談社の編集者らしく、「クロ高」のヒットの影響で業界では他社の人間にも知られるようになったらしい。
ドラマ版では体育会系の主任として登場。
焼肉奉行ぶりは「焼肉番長」の異名を持つ男として再現されている。
上岡 宍太郎（かみおか ししたろう）
商品開発部の社員。最初はメガネをかけた脇役に過ぎなかったが、数合わせとして名前がついた。普段はまじめで知識もあるが、八神や林田によるおかしな展開を否定せず流れに乗ることが多い。詳しい理由は不明だが、今作連載中の「作者が自分を書く漫画」に編集者らしき人物として林田と共に描かれている。
井上 武治（いのうえ たけはる）
商品開発部の部長。本来八神の直属の上司。いつも部長と呼ばれているため八神に名前を忘れられたことがある。一見常識人の様で、新商品の情報が漏れていないかライバル会社に電話し自分自身が情報を漏らしてしまうなど、たまにおかしな行動をとる。
村上 源次郎（むらかみ げんじろう）
販売促進部の部長。何故か八神とよくつるんで登場する。当初は井上のライバルで派閥拡大を狙う野心家だったが、その足掛かりによりにもよって八神に声をかけてしまった事からつるみ始めてしまう。井上と同様に回が進むに連れその設定は作者によって忘れられてしまったらしい。野球大会（八神がグラウンドを取り忘れて中止）では商品開発部を「ロクでもないものばかり作っている給料ドロボウの集団。売る側のこっちの立場を考えろ！」となじる一面も。後半ではただのロボット好きな人物に成り下がる。肩、心臓を患っている。
小説版では、雨の日に捨てられている子犬を拾うなど、実は優しい人であるという設定が加わった。また、その野心・優しさが、最終的に重要な役割を担うことになる。
ドラマ版では第一話から販売促進部担当常務に昇格しており、社内野球に関しては販売促進部エースとして、非常に強く思い入れを持っている。
三宅 剣蔵（みやけ けんぞう）
「鬼の本部長」の異名を持つ男。他人がだらしない格好をしているともの凄い剣幕で睨み付けるが、実際は笑い上戸で、立場上笑いをこらえるために表情が険しくなってしまうだけである。鼻歌をトイレの中で歌ってしまうような気さくな人物。ニセ八神に「最近の八神は笑いにキレがない」と言ったり、それなりにお笑いには厳しいと思われる。井上と同様に出番がなくなっていった。
ボブ207(通称ボブ、ボビー)
松芝電機の開発したロボット。元々は焼肉ロボだったが改良し人工知能を搭載するまでに至った。一度は三台売れるものの全て返品（家に入れなかったのと冷蔵庫と間違えられたのが理由）され、その後のパンダ柄に塗装されたりお悩み相談マシンなどに改良されるが上手くいかなかったようで結局元に戻る。最終回で重大な秘密が明らかになる。KCDX版発売記念で掲載された185話にも登場するが、起動はしておらず八神に「ガラクタ」呼ばわりされた。
小説版では八神ではなく別の人物が開発したとされ、一度データを消去されてしまうが、最終話で生意気な性格を付加されて再登場した。そのキャラクターは「クロ高」のメカ沢に引き継がれている。
高山さん（たかやま-）
創業時から勤めている掃除のおばさん。年齢不詳。「妖怪」「松芝のヌシ」と恐れられており、彼女を大切に扱った部署は末永く繁栄し、邪険に扱ったり陰口を言った社員は悲惨な末路を遂げると言う言い伝えまである。会社創立時から顔が変わっていない。
山岡広（やまおか ひろし）
八神の部下。子供の頃の夢は映画監督。サラリーマン生活に空しさを感じ八神に相談するが、おかしな発想に呆れるのみだった。
佐々木（ささき）
総務部の社員。英語が堪能で外国人の通訳を務めた。
鈴木（すずき）
忘年会の時にだけ1回登場した、八神曰く「宿命のライバル」。肩書は課長だが、所属部署は不明。普段はマジメらしいが、宴会ではシュールな芸（鼻に割り箸を突っ込む等）が大受けして人気が高い。東京タワーのモノマネで大好評をとり（八神も負けじとエッフェル塔で対抗するが、「何か違う」と言われてしまう）、都庁のモノマネには八神も涙を流して拍手をする程だった。小説版では建造物モノマネとして、ピラミッドや万里の長城などもできると言われている。

#### 第二企画課
第百章「抜擢」で新設された部署。年間20億円もの予算が当てられるらしいが、コーヒー代や歓迎会費などは毎月部費として直接徴収されている。前田のレギュラー復帰や林田の登場により存在自体が消えていった。
鶯谷由紀恵(うぐいすだに ゆきえ)
最初に部下として登場した女子社員。八神のことを一応尊敬しているらしいがトゲのある発言が目立つ。この漫画で唯一名前の存在する女性キャラ。二話のみの登場。小説版では、派遣社員という設定が追加された。
J・T・スペンサー
父親が外交官を勤めるイギリス帰りのエリート社員。スーベニア語しか話せないため2人の通訳（スーベニア語を英語に訳する通訳と、英語を日本語に訳する通訳）が同行している。ちなみにスーベニア語の通訳に払われている年俸は2800万円。
小説版では会社の業績を赤字から黒字に変える活躍をするが、誰かと漫才コンビを組もうとする八神に振り回される。またカタコトながら普通に会話していた。
永井
平社員。半分方言が混じった敬語を話すが、まともに話せる部下がろくにいないため八神に褒められた。語尾に「ズラ」とつける。「子供用」では彼の台詞が方言でないものに書き換えられた。前田に代わる進行役として出ていたがツッコミはしないため、前田が再び登場するようになって出番が消えた。
小説版では彼が地球外生命体で、実年齢は5億歳超、さらには地球征服のために暗躍しており、果てはキリストの正体であるらしかったり、人類に文明を授けたり、大陸を分けたこともあるという設定が追加されている。
堂島
前の部署では売り上げを3倍にも伸ばしたと言われる優秀な社員。過度の夜型で夜中に出社して早朝に帰宅している為、姿を見た社員はほとんどいないらしい。
坂本
新人。野球大会関連のエピソードで八神に翻弄される。

### 東下電機
松芝電機の上を行く業界一位の家電メーカー。松芝電機とロボット開発を共同で行う計画があったがいつの間にか忘れ去られている。
剣崎宗一
八神の学生時代の同級生でありライバル。学生時代は常に八神より一枚上手だったらしい。現在は東下電機の社員。八神同様「課長代行待遇」というよくわからない役職で、昇進時に「待遇」が取れたことを八神に自慢するも、新しい役職は「副課長代行」だった。

### NCE電機
松芝電機のライバル企業の一つ。産業スパイが多く活動している。
産業スパイのボス
ライバル会社「NCE電機」の役員。産業スパイを使って松芝から情報を盗もうとするが、八神のバカさ加減によって悉く失敗している。偶然ながらスパイ活動を邪魔されているため、八神を有能な社員と勘違いしている。洗濯機の使い方にうるさいなど妙に生活臭くさい面がある。

#### 産業スパイ
NCE電機の役員の依頼を受け松芝に派遣されたり社員として忍び混んだ男たち。
秋野哲
松芝の検品課に在籍しながらNCEに新製品の「洗えんぼう将軍（後述）」の情報を流そうと図るも、家から洗濯物を持ってきて使用していた八神を産業スパイと勘違いする。
工作員13号
耳以外八神にそっくりな男。機密情報を盗むために八神になりきるも松芝社内で大活躍を見せ、スパイの人生に悲観し廃業しかける。パチンコが下手。初登場時にはご丁寧に「NISE」と書かれたネクタイを締めていた。
田中（仮名）
盗聴のスペシャリストの地位を築くも、二度も八神のバカな行動を重要な話と勘違いしもろくも崩れ去ったらしい。新入社員として八神に近づいた事もあったが、飲み代を残して逃げられる。その後、再び松芝に潜り込むも八神に社員と勘違いされ野球の特訓をさせられる。ちなみに上記の仮名は新入社員として潜入した時に名乗った名前。
「クロ高」には同じ姿の井野上揚水が登場。
佐藤（仮名）
中近東の戦火を潜り抜けてきた過去があるらしい。他のスパイ仲間とともに新製品「駆動静か1号（後述）」を盗むもとんでもない欠陥商品であったり、タクシー代として1万円札を崩すためコンビニを探す羽目になったり、八神に野球の特訓をさせられたりとろくな結果にならなかった。田中と同じく名前は松芝に潜入した時に名乗った仮名。
「クロ高」には同じ姿の芳田琢朗が登場、そちらでも井野上とコンビを組む。
この他に「目立電機」、「ソミー電機」、「メショメル電機」などが存在する。

### その他
三井沢彬光
通三省のお偉いさんで、別名はミスター・イエスマン。広いおでこに僅かに残る前髪をクーラーの風でなびかせ、相手を笑わせようとしている（それが故意かどうかはイマイチよくわからないが）が、お役所の人間という事も（相手側にとって）あり、笑うに笑えずに「イエス」と言わせてしまう。
八神と対峙した時、その前髪がプッツリと切れてしまうアクシデントが発生。三井沢が混乱をするのを尻目に、八神が必死で笑いを堪える姿が印象的。
マークランド
フェデラル・エレクトリック社の社員。松芝電機と技術提携時に来日した。お好み焼きを食べたがっていたが、八神の適当な英語を真に受けておかしな料理と勘違いしてしまう。来日の際は主治医が同行していた。
三浦敏
広告業界でも今をときめく企業「雷通」（電通のパロディ）の社員であり広告プランナー。20億円の予算を投じたキャンペーCMを製作したが、子供の落書きのようなキャラクターと意味不明な歌を使用したおかしな作品で苦情が殺到したらしい。その後、「もてるんジャー」のCMではライバル企業の専報堂とコンペで製作権利を争ったがどうなったかは不明。名前はクロ高でも作者の担当をしている編集者から来ている。
伊藤
広告代理店「専報堂」（博報堂のパロディ）の社員。「もてるんジャー」のCMの製作権利を雷通と争ったが、ハリウッドスターを起用した制作費200億のCM案に八神を絶句させる。
前田母
前田仁の母親。息子とあまりにもソックリ。八神発案の仕事参観で初登場し、なぜか会社の二次会にも出席している。作者によると何を喋らせていいかわからず、当初は無口だったが、前田家の朝の風景を描いた章では喋る場面もある。なぜか夫と顔がそっくり。
「クロ高」にもやはり同じようなキャラクターが登場しているが、そちらでは一切しゃべっていない。
宇宙人
地球侵略のためにUFOに乗ってやってきた。地球人の生態について調査しようとし、八神のバカっぷりを見て卒倒を起こす。最初にやってきた宇宙人は「ベイク総督」と言う名前があったが、2回目に来た宇宙人の名前は不明。これもやはり八神のバカっぷりに振り回される。「クロ高」にも同じ姿の宇宙人が登場。
天使
寝ている八神の元に舞い降りた、太っちょでスキンヘッドの天使。「クロ高」では同じ姿の竹之内豊が登場している。なんでも願い事を叶えると言い「その願いを100個にしてくれ」と言うのは了承したが、「あなたがいきなり課長になったら会社が潰れる」とか、「7万円程度なら犯罪ギリギリであげられる」など、叶えられる願いはせいぜい小さなものらしい。結局、「日本が沈没しませんように」と「今日一日ぐっすり眠りたい」という八神の願いに、クーラーを適温にして帰っていった。

## 松芝製新商品カタログ
電卓ライト
電卓一体型懐中電灯。情報が漏れていたらしく、企画中にソミー電機に2ヶ月先行で「ライト電卓」という類似品を発表されてしまう。ちなみに電卓ライトは売れなかったらしい。
ラジペン
ボールペン一体型ラジオ。企画段階の商品だがこれも情報が漏れていたらしく、ソミー電機に「ペンラジ」という類似品を先行で発売されてしまう。なお、実際にトミー（現・タカラトミー）から「パワーペン・FMゲッター」と言う同様のコンセプトの商品が発売されていた。
WINTOWS95（うぃんとーす95）
パソコン用OSソフト。マイクロソフトのWindows 95の類似品。キャッチフレーズは「バカでも使えるパソコン」。文字通りのバカである八神をモニターにするが、バカを甘く見ていたために使いこなさせることができなかった。
洗濯バス「洗えん坊将軍」
風呂釜と洗濯機の機能を併せ持つ画期的な商品。浴槽がそのまま洗濯槽になっていて、風呂の残り湯が直に洗濯に使える。さらに、洗濯する際に洗剤が浴槽兼洗濯槽の中でかき回されるため、面倒な風呂洗いも不要である。作者と担当が真面目に特許を取ろうかと考えたほどの一品らしい 。
マッサージガサ
バイブレーション機能のついている傘。肩や腰など体の至るところに届き凝りをほぐすだけでなく振動で水滴も弾ける。前田をして「これは欲しい！」と言わしめた唯一の製品。こちらも作者の担当が特許を取ろうと考えたらしい。
自動米とぎ機「コメっとさん」
NASAの技術を使用し、自動的に米をといでくれる画期的商品。しかし、販売店の店主に対して行われた説明会において店主たちと八神が話し合った結果、「米は手でとぐのが一番」という結論に達した。連載当初は作者も担当者も米とぎ機が実在することを知らなかった。
電磁波防御装置
電磁波から頭部を守るために開発された商品。試作品の見た目は工事用のヘルメットに近いが、携帯電話使用時の電磁波を85%カットするという優れもの。しかし、100%カットしろという社長の命令で開発は難航。ようやく完成した製品は、電磁波を100%カットする代わりに電話の声も聞こえないという代物だった（防御装置の中に電話を入れれば声は聞こえる）。
タテ長ロングテレビ
「誰もが考えつかない独自性と逆転の発想」から生まれた商品。この商品の特徴は、映像が横向きに映し出されるため、寝ながら見ることができる点。行儀良く正座して見る人には、テレビを横に倒すことで対処できる。社長を含め、周りの社員からは驚嘆の声が上がるが、その場に居合わせた前田のみ横長テレビと変わらないことを指摘した。
新世代カーナビ
余計な機能が多すぎる最近の電化製品への不満を解決すべく、半月に渡る話し合いを経て生まれた商品。できるだけ要らない装置を省き、シンプルで低コストを追求した結果生まれたそれは、社長にあっさりコンパスと見抜かれるが、八神が実際に持ち出したのはなぜか製図器具のコンパスであった。
超小型LSIチップ
松芝電機が極秘裏に開発していた製品で、世界のコンピューター市場を牛耳れるほどの一品。八神が試作品1号を包んでいたエアキャップを潰すことに夢中になってLSIチップごと潰してしまったため、発売中止となった。
次世代型完全無音無振動洗濯機「駆動静か1号」
完全無音モードでは全く音を立てずに洗濯する画期的な商品。しかしその実態は、赤外線センサーで近くの人を探知し、人がいる場合は動かない、というインチキ商品だった。汚れはしっかり落ちるが洗濯に一晩かかる。
正義のサラリーマン
八神が開発した格闘ゲーム。キャラクターは八神や村上部長など松芝の社員だが、上司は絶対部下に勝てないという設定が組み込まれており、村上部長から「部長は部長なりに苦労している」と言われ社長に却下された。
ゲーム2作目（タイトル不明）
「正義のサラリーマン」に呆れた社長の助言で開発した「生き馬の目を抜く世界観」のゲーム。眠り姫を助けることが第一関門らしいが、最初に出てくる宇宙人と思われる登場人物たちは酒の誘いや見積もりの計算など地味な会話をしていた（テストしていた村上は三興物産の処理が分からずそこで詰まる）。なぜか売れたらしく「第二企画課」設立のきっかけとなった。
21世紀饅頭
第二企画課設立時に社長から渡された21世紀に向けての新商品開発の計画書類によって奮起した八神が最初に思いついた商品。2コマで断念する。その後、書類がバブル期に発行されたため今と事情が違うとしてこの計画は社長の方針転換により22世紀に向けての新商品開発に変更される（八神は「あと90年は遊べる」とあっさり了承した）。
携帯型炊飯器「持てるんジャー」
炊飯機能がついていて朝に水と米を入れれば昼には炊き立ての米が食べられるカバン。
一見素晴らしい商品に見えるが、炊いている最中は湯気が出てくるため、ターゲットであるサラリーマンが通勤に持ち歩くには向かないという欠点がある。また、単三電池を36本必要とする上に、炊ける前に電池が切れてしまう欠陥があったが（試作品での欠陥。完成品で改善されたかは不明）、こちらは手動発電で補うことが可能。この手動発電機能を利用すれば、災害時にも役立てることができる。
炊き上がったご飯は十分に美味しく、社長は絶賛するが、八神はオカズがないのを悔やんでいた。その後、CMの製作権をめぐってコンペも行われたがどうなったのかは不明。
なお、2010年7月に電池式ではないものの琳聡堂より同様のコンセプトで、ご飯が炊ける弁当箱「HOTデシュラン」が販売された。
カラオケ機能つき携帯電話
林田の「最新機種はカラオケの最新機種もわかる」という発言から八神が考案した機能。試作品では社長の耳に八神の熱唱している声しか聞こえなかった。
後にある携帯電話会社が実用化した時は「パクられた」と担当と作者が驚いたものの、漫画と同じく歌っている人の声しか聞こえないらしい。
ロボット（初期型）
八神の提案で開発されたロボット。ボブの初期型とも言える。最高で1.5kgの物体を運べ100mを19秒で走ることができ、一方的だが喋ったりもできるが「学生のバイトを雇ったほうがマシ」と言われる。電子レンジも付いている。
新型掃除機
東下電機の新型掃除機に対抗するため行われた会議での意見をまとめた結果開発された。市販の掃除機を使って掃除するため、お掃除ロボと言った方が正しい。人が寝ていると妻のように愚痴を言ったりゴミをゴミ捨て場まで出してくれるなど優秀な商品であったが、ゴミと一緒にロボットも回収されてしまった。
動物のカード
八神達がプロ野球のカード入り菓子からヒントを得て、テレビなど売上不振の商品にオマケとしてつけたカード。林田曰くカードは売れたが他の商品は相変わらず売れなかったらしい。
ホリー君一号
耳掻きでとりにくい耳垢を掃除する超小型ロボット。八神の長年の夢だった商品。前田で実験するも途中でバッテリーが切れ焼けてしまう。バッテリー補給ロボも製造したが機能的に頭より大きいサイズになってしまった。
焼肉ロボ一号・二号
焼肉を大勢で食べる際やたらと仕切りたがる肉奉行を懲らしめる一号と、相手が傷ついた時のフォローをする二号の二体で構成されるロボット。林田の肉奉行を改善させようとし社長を含めその場の社員を感心させるも、使用している間は肉がそっちのけになり焦げてしまうことに前田が気づく。
お悩み相談マシーン「ボブに聞け」
アミューズメント施設への設置を視野に入れたボブの改造品。簡単な一言のみの返答や毒舌モード、手相診断機能の実装など二転三転した挙句、相談相手の片思いの相手（林田が代役）を奪ったり、ボブの発言を真に受けた八神が辞表を提出しかけたりなど別な問題が発生しかねなかったため、いつのまにか立ち消えとなる。

## 単行本
- ワイドKCモーニング 全7巻
  1. 1996年12月9日 ISBN 4-06-337317-7
  2. 1997年7月9日 ISBN 4-06-337334-7
  3. 1998年3月9日 ISBN 4-06-337356-8
  4. 1998年11月9日 ISBN 4-06-337379-7
  5. 1999年10月8日 ISBN 4-06-337416-5
  6. 2000年1月7日 ISBN 4-06-337425-4
  7. 2000年3月9日 ISBN 4-06-337433-5
- 週刊少年マガジンKC 課長バカ一代 子供用 全1巻
- KCDX 課長バカ一代 全3巻
- KCノベルス 小説課長バカ一代 THE NOVEL（著：ベンジャミン野口）
- KPC 課長バカ一代 天の巻・地の巻・人の巻

## その他
- ワイドKC5巻の表紙は、単行本の担当者がくだらない理由で遅刻したことに激怒した作者が単行本カバーの原稿を渡さなかったため、連載の担当者が作品内の絵と背景写真を使用して製作されており、作者コメント欄で愚痴を交えて事情を説明した[3]。
- 企画段階では前田は元々、別な世界観の設定で出てくる怪獣が変化したものらしい。
- 林田の髪型はモデルとなっている某編集者に伴って少年マガジン掲載時には変化している。
- パソコン静穏化キット「駆動静か」、運搬車「三輪駆動静香」という商品が実在する。

## テレビドラマ
BS12 トゥエルビにて2020年1月12日から3月22日まで毎週日曜に放送された。それに先がけて1月4日よりひかりTV、dTVチャンネルで毎週土曜に配信された。スピンオフのタイトルは「外伝 係長 前田仁」。

### 主要キャスト
- 八神和彦：尾上松也
- 前田仁：木村了
- 小泉梨花子：永尾まりや
- 林田一郎：板橋駿谷
- 高橋浩祐：小村昌士
- 石野誠：山元駿
- 野々村さやか：辻本みず希
- ボブ（松芝一号焼肉ロボ AIR / ホリーくん / お悩み相談ロボ / おさがし女房）・声：山本夢
- 天使（松芝電機イメージキャラクター）：若槻千夏
- 井上武治：武野功雄
- 村上源二郎：九代目坂東彦三郎
- 松平芝之助：市川左團次
- ナレーション / 謎の声 / ホリーくんの声 / 劇中CM：ホリ
- 立花八重子：紺野ぶるま
- 戸田光穂：キンタロー。
- 香坂瞳：春本由香
- 秋野潤一郎：少路勇介
- 坂本小太郎：三河悠冴
- 剣崎宗一：小林且弥
- 人事部長：水道橋博士（浅草キッド）
- 山下正：有野晋哉（よゐこ）
- ?：仁科貴、加藤衛、大辻賢吾、深月信之介、萩野肇、ひと:みちゃん[5]、はぎの一、鎌田規昭、山崎紘昇、浜名健匠、丸山龍星、皆川健太郎、高山綾平、倉本秀美、原カントくん、外山将平、函波窓、カシューナッツ（ゆんぼだんぷ）、望月亮佑、長野こうへい、伊藤慶徳、菊田倫行、イアン・ムーア、一ノ瀬ワタル、松崎悠希、BOB、高阪勝之（男肉 du Soleil）、城之内コゴロー（男肉 du Soleil）、江坂一平（男肉 du Soleil）

### 主要スタッフ
- 脚本：村上大樹（#1・2・4・5・9・10）、近藤啓介（#3・6 - 8）、池浦さだ夢（男肉 du Soleil）（スピンオフ）
- 監督：守屋健太郎（#1・2・9・10）、近藤啓介（#3・6 - 8）、村上大樹（#4・5）、池浦さだ夢（男肉 du Soleil）（スピンオフ）
- 音楽：牧戸太郎
- 主題歌：THE イナズマ戦隊「リーダー論争」
  - 主題歌プロデューサー：妻鹿勇人
- 撮影協力：松竹エンタテインメント、コンワビル、CAFÉ BunS
- 協力：松竹エンタテインメント、ジャパンコンテンツファクトリープロダクション、調布市、調布市文化・コミュニティ振興財団、調布市市民プラザ あくろす、daze、アシスト、シネマサウンドワークス、メディアハウスサウンドデザイン、トウタリング、Film Train、ヨーロッパ企画
- 企画プロデューサー：麻生英輔（TBSグロウディア）
- プロデューサー：佐橋範昭（BS12 トゥエルビ）、小林智浩（ネクスト）、坂井正徳（the ROOM）
- 製作：小林智（NTTぷらら）、小泉裕幸（TBSグロウディア）、森内譲（BS12 トゥエルビ）、大角正（松竹）
- エグゼクティブプロデューサー：佐藤久道（NTTぷらら）、高橋俊之（TBSグロウディア）、清水友明（BS12 トゥエルビ）、小松貴子（松竹）
- 制作：TBSグロウディア
- 制作プロダクション：ネクスト、the ROOM
- 製作・著作：「課長バカ一代」製作委員会
  - 花野竜郎・平石京子（NTTぷらら）、梶本明宏（TBSグロウディア）、井上晴之助・瀬尾弘（BS12 トゥエルビ）、森口和則・斉藤泰彦（松竹）

### DVD
- DVD-BOX（2020年7月8日、松竹、DASH-0069）